# Karl Kienle
Karl Kienle (* 12. Februar 1894 in Obersontheim; † 12. September 1976 in Geislingen an der Steige) war ein deutscher Politiker der SPD. Von 1946 bis 1950 gehörte er dem Landtag von Württemberg-Baden an.

## Leben und Beruf
Kienle besuchte die Volksschule und das Realgymnasium in Schwäbisch Gmünd, danach war er Soldat im Ersten Weltkrieg. 1920 legte er die Dienstprüfung als Lehrer mit neusprachlicher Ausrichtung ab und war anschließend als Hilfslehrer am Realgymnasium in Göppingen tätig. Im Juli 1927 wurde er zum Studienrat am Realgymnasium in Geislingen an der Steige berufen.
Am 28. März 1933 wurde Kienle in sogenannte „Schutzhaft“ genommen, diese verbüßte er bis zum 19. April im Militärarresthaus Ulm. Am 5. Oktober 1933 verlor er aufgrund des Gesetzes zur Wiederherstellung des Berufsbeamtentums seine Stelle als Studienrat.
Nach dem Krieg wurde Kienle die Leitung des örtlichen Gymnasiums angeboten, ebenso eine Tätigkeit im Kulturministerium – beides lehnte er ab.
Kienle war Mitglied der Deutschen Friedensgesellschaft und ab 1946 Vorsitzender der Spruchkammer in Geislingen.

## Politik
Schon vor dem Zweiten Weltkrieg schloss sich Kienle der SPD sowie den Reichsbanner Schwarz-Rot-Gold an. Nach dem Krieg war er Vorsitzender des Geislinger SPD-Ortsvereins und wurde in den Stadtrat von Geislingen sowie den Kreistag des Landkreises Göppingen gewählt. Im Stadtrat fungierte er bis 1956 als Fraktionsvorsitzender, den SPD-Ortsvorsitz hatte er bis 1953 inne. 1947 trat er zur Wahl ins Amt des Oberbürgermeisters an, die damals noch vom Stadtrat durchgeführt wurde. Letztlich unterlag er seinem Gegenkandidaten Friedrich-Karl von Siebold mit 11 zu 12 Stimmen. Kienle amtierte jedoch zeitweise als Amtsverweser des Oberbürgermeisters.
Bei der Landtagswahl 1946 wurde Kienle in den württemberg-badischen Landtag gewählt, dem er eine Wahlperiode lang bis 1950 angehörte.

## Ehrungen
- 1957: Bundesverdienstkreuz am Bande